# Dana Boonen
Dana Monique Louis Boonen (Gand, 18 giugno 1979) è un'ex cestista belga.
Alta 197 cm per 87 kg, giocava come centro.

## Carriera
Con il Belgio ha disputato due edizioni dei Campionati europei (2003, 2007).